# Бактериофаг
Бактериофаги (или само фаги, от „бактерия“ и гръцката дума phagein, „изяждам“) са вирусни частици, паразитиращи само в прокариотни организми. Бактериофагите съдържат протеини, ограждащи генетичен материал. Генетичният материал при повечето фаги е ДНК, но има и РНК-фаги. Тези частици са много по-малки от бактериите, които унищожават, и размерите им варират от 20 до 200 nm. Открити са през 1917 г.

## Устройство
Бактериофагите имат специфично устройство, което е характерно за всички видове вируси от тази група. Устройството на фага е следното: глава (наподобяваща призматична фигура, изградена от белтъчни молекули), шийка, централна част, базална пластинка и въси. Главата защитава от външната среда ДНК-носителя на фага. Въсите служат за прикрепването на фага по повърхността на бактериалната клетка. Опашката на фага може да се съкращава подобно на мускул. Това подпомага фагът да „инжектира“ нукленовата си киселина в клетката.
Фагите са инфекциозни агенти, които паразитират в бактерийни клетки. Наименованието им идва от това, че „изяждат“ бактериите (от гръцки „фагос“ – изяждам). Фагите са вируси със сложно устройство. Нуклеиновата им киселина (НК), която се намира в главата на фага, е ДНК. Тя е защитена от голям брой белтъчни молекули, наречени капсомери. От своя страна капсомерите образуват капсид – външната обвивка на вируса. Някои по-сложно устроени вируси имат и „суперкапсид“ – допълнителна обвивка, която е изградена от липиди и белтъци, свързани със захари. Шийката на фага свързва главата с кухата му опашка, която се съкращава подобно на мускул. Благодарение на нея е възможно „инжектирането“ на вирусната НК в клетката гостоприемник. Вирусът използва АТФ, след освобождаването на Са+, които се намират в капсомерите. Чрез макроергичните връзки на универсалния носител на енергия за кл-АТФ се съкращава опашката. Така НК (ДНК) преминава от главата през кухата опашка, докато не достигне до базалтната пластинка. Тази пластинка се намира в края на опашката и е обградена от 6 броя шипови израстъци, благодарение на които фагът адсорбира (закрепя се за клетката). Базалната пластинка отделя специален ензим-лизозим, чрез който разкъсва клетъчната мембрана и образува ниши, през които навлиза НК.

## Възпроизводство
Фаговите белтъци не попадат в инфектираната клетка, а остават на повърхността ѝ. В клетката попада само фаговата ДНК, която се вгражда в ДНК на клетката-хазяин и може дълго да остане там без да образува нови бактериофаги.
Когато фагът е вграден в бактерийната ДНК, без тя да дава указания за синтеза на нови фаги, той се нарича умерен фаг. При определени условия умерените фаги се активират, клетката започва усилен синтез на фагова ДНК и фагови белтъци, образуват се множество фагови частици, клетката се разрушава и новите фаги заразяват други клетки.